# Mikael Edvardsson
Mikael Jan Edvardsson, född 11 april 1972, är en svensk före detta fotbollsspelare, senare kiropraktor. Han är främst känd för att ha representerat Gefle IF, för vilka han spelade 213 A-lagsmatcher. Edvardsson spelade även fem säsonger med norska Hønefoss BK, där han bland annat vann lagets interna skytteliga med tio mål säsongen 1999.
Edvardsson återvände till Gefle IF inför säsongen 2003. Han spelade 23 matcher och gjorde tre mål i Superettan 2004, där Gefle slutade på andra plats och därmed kvalificerade sig för Allsvenskan för första gången sedan 1984. Han fick dock inte förnyat kontrakt över säsongen 2005 och skrev senare på för Sandvikens IF.